# Stora Bält

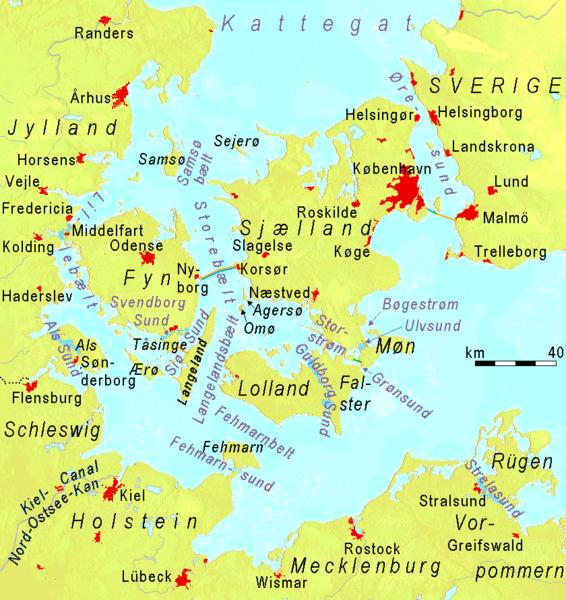
"Belter" och andra sund i Danmark.

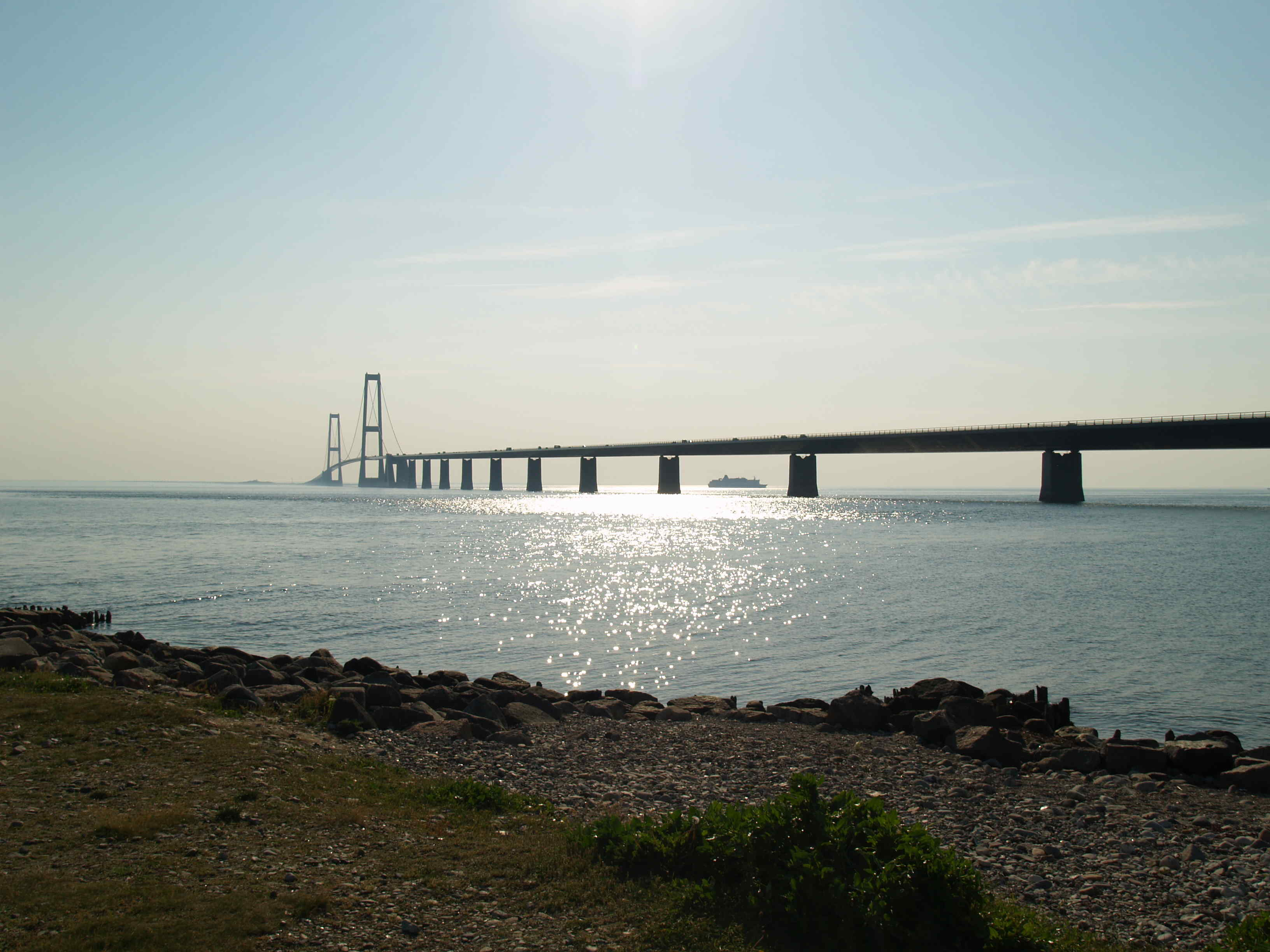
Stora Bältbron.

Stora Bält (danska: Storebælt) är ett danskt sund i Bälthavet, avgränsat av Fyn och Langeland i väster samt Själland och Lolland i öster. 

## Geografi
Stora Bält är cirka 115 kilometer långt. På det djupaste stället är det drygt 60 meter djupt, och står för hälften av vattenutbytet mellan Östersjön och Kattegatt/Nordsjön. Den smalaste delen av Stora Bält är 12 kilometer i Langelands Bält mellan Langeland och Lolland. Mellan Fyn och Själland är sundet 18 kilometer brett. På östra sidan bildar Stora Bält två vida bukter. Den norra, Jammerland Bugt, ligger mellan halvöarna Asnæs och Reersø. Den södra, Musholm Bugt, ligger mellan Reersø och Svenstrup.

## Kommunikationer
Stora Bältbron, som numera förbinder Nyborg på Fyn med Korsør på Själland via Sprogø, har ersatt de tidigare bil- och tågfärjorna över sundet. Farlederna på var sin sida om Sprogø kallas Vesterrenden och Østerrenden.

## Historia
Det var Langelands Bälts isbelagda vatten som Karl X Gustav i spetsen för de svenska trupperna gick över i det berömda tåget över Bält den 5–6 februari 1658.